# یواس‌اس بونیتا (اس‌اس‌کی-۳)
یواس‌اس بونیتا (اس‌اس‌کی-۳) (به انگلیسی: USS Bonita (SSK-3)) یک زیردریایی بود که طول آن ۱۹۶ فوت ۱ اینچ (۵۹٫۷۷ متر) بود. این زیردریایی در سال ۱۹۵۱ ساخته شد.